# Clint Walker
Norman Eugene Walker, detto Clint (Hartford, 30 maggio 1927 – Grass Valley, 21 maggio 2018), è stato un attore statunitense.
È noto principalmente per aver interpretato il cowboy Cheyenne Bodie, protagonista della serie televisiva Cheyenne.

## Biografia
Nel corso di una trentennale carriera (sostanzialmente inattivo dalla metà degli anni ottanta) interpretò ruoli di caratterista in numerose pellicole western. Alto quasi 2 metri e di corporatura massiccia, lo si ricorda anche per l'interpretazione di uno dei dodici soldati reclutati da Lee Marvin per la missione suicida in Quella sporca dozzina (1967). Fu diretto da Cecil B. DeMille nel kolossal I dieci comandamenti (1956) e da Frank Sinatra nel film bellico La tua pelle o la mia (1965). Il suo ultimo film fu Small Soldiers (1998), in cui prestò la voce al personaggio di Nick Nitro.
Morì il 21 maggio 2018, all'età di 90 anni.
Per il suo contributo alla televisione, ha una stella alla Walk of Fame di Hollywood, al 1505 di Vine Street.

## Filmografia

### Cinema
- Jungle Gents, non accreditato, regia di Edward Bernds (1954)
- I dieci comandamenti (The Ten Commandments), regia di Cecil B. DeMille (1956)
- The Travellers, regia di Richard L. Bare (1957)
- L'urlo dei comanches (Fort Dobbs), regia di Gordon Douglas (1958)
- La guida indiana (Yellowstone Kelly), regia di Gordon Douglas (1959)
- Requiem to Massacre, regia di George Waggner (1960)
- L'oro dei sette santi (Gold of the Seven Saints), regia di Gordon Douglas (1961)
- Non mandarmi fiori (Send Me No Flowers), regia di Norman Jewison (1964)
- La tua pelle o la mia (None But the Brave), regia di Frank Sinatra (1965)
- La valle dell'orso (The Night of the Grizzly), regia di Joseph Pevney (1966)
- Maya, regia di John Berry (1966)
- Quella sporca dozzina (The Dirty Dozen), regia di Robert Aldrich (1967)
- Meglio morto che vivo (More Dead Than Alive), regia di Robert Sparr (1969)
- Sam Whiskey, regia di Arnold Laven (1969)
- Quel fantastico assalto alla banca (The Great Bank Robbery), regia di Hy Averback (1969)
- The Phynx, regia di Lee H. Katzin (1970)
- I tre del mazzo selvaggio (Pancho Villa), regia di Eugenio Martín (1972)
- Baker's Hawk, regia di Lyman Dayton (1976)
- Sfida a White Buffalo (The White Buffalo), regia di J. Lee Thompson (1977)
- Lotta per la sopravvivenza (Deadly Harvest), regia di Timothy Bond (1977)
- Hysterical, regia di Chris Bearde (1983)
- The Serpent Warriors, regia di John Howard e Niels Rasmussen (1985)

### Doppiatore
- Small Soldiers, regia di Joe Dante (1998)

### Televisione
- Maverick – serie TV, episodio 4x02 (1960)
- Cheyenne – serie TV, 108 episodi (1955-1962)
- Indirizzo permanente (77 Sunset Strip) – serie TV, 2 episodi (1963)
- The Crisis – serie TV, 1 episodio (1964)
- Lucy Show (The Lucy Show) – serie TV, 2 episodi (1965-1966)
- Yuma – film TV (1971)
- Hardcase – film TV (1972)
- The Bounty Man – film TV (1972)
- L'ululato del lupo (Scream of the Wolf), regia di Dan Curtis – film TV (1974)
- Killdozer, regia di Jerry London – film TV (1974)
- Kodiak – serie TV, 13 episodi (1974)
- Il mostro delle nevi (Snowbeast), regia di Herb Wallestein (1977) – film TV
- Colorado (Centennial) – miniserie TV, 1 episodio (1978)
- Mysterious Island of Beautiful Women – film TV (1979)
- Love Boat (The Love Boat) – serie TV, 1 episodio (1983)
- The All American Cowboy – film TV (1985)
- The Gambler Returns: The Luck of the Draw – film TV (1991)
- Sweating Bullets – serie TV, 1 episodio (1993)
- Kung Fu - La leggenda (Kung Fu: The Legend Continues) – serie TV, 1 episodio (1995)

## Doppiatori italiani
- Renato Turi in L'urlo dei comanches, La guida indiana, L'oro dei sette santi, La tua pelle o la mia, Massacro alle colline nere
- Glauco Onorato in Non mandarmi fiori!, La valle dell'orso, Quella sporca dozzina, Sfida a White Buffalo
- Pino Locchi in Quel fantastico assalto alla banca
- Fiorenzo Fiorentini in Kodiak
- Gino La Monica in I tre del mazzo selvaggio
- Pierangelo Civera in Sam Whiskey
- Michele Kalamera in Meglio morto che vivo